# نور الرياض (احتفال)
نور الرياض هو احتفال سنوي للضوء والفن على مستوى مدينة الرياض بالمملكة العربية السعودية، يُعد أحد برامج مشروع الرياض آرت، والذي يهدف إلى تحويل الرياض إلى معرض فني مفتوح. كما يُعد احتفال "نور الرياض" من أكبر برامج الفن العام والفن الضوئي التي تُنظم على مستوى العالم.

## بداية نور الرياض
انطلق نور الرياض في مارس 2021 في المتحف الوطني السعودي ومركز الملك عبد الله المالي بعنوان «تحت سماء واحدة»، متناولاً طريقة البشر في تأمل الضوء بشكل فني وإبداعي مختلف عن المعتاد. شارك فيه فنانون عالميون من 20 دولة حول العالم، 40% منهم فنانون سعوديون. اشتمل على 60 عملاً فنياً من جميع أشكال فنون الضوء، من بينها أعمال تاريخية وهندسية وضوئية، ومنحوتات، وعروض للإضاءة، وعروض تفاعلية، وقطع حركية، وتركيبات، وأعمال خارجية، كما اشتمل على أكبر معرض فني جماعي بعنوان "نور على نور" لرصد الحركة الفنية في فنون الإضاءة منذ ستينيات القرن الماضي حتى اليوم.

## النسخة الثانية من نور الرياض
انطلق نور الرياض بنسخته الثانية في نوفمبر 2022 تحت شعار «نحلم بآفاق جديدة»، والذي يرمز إلى التفاؤل والثقة في التحول والتجديد الذي تشهده المملكة في مختلف قطاعاتها، وأُقيم في أربعة أماكن رئيسية حول الرياض، للتطرّق إلى التغيير الذي أحدثه الضوء ودوره في تكوين العلاقة مع العالم. كما زُينت الرياض بإبداع ضوئي ساهم في إضاءة نحو 40 مكاناً مختلفاً، شارك فيه أكثر من 130 فناناً عالمياً، منهم 34% فناناً سعودياً. كما شَمل الاحتفال 190 عملاً فنياً متنوّعاً من وسائل الضوء الإبداعي والمجسمات الضوئية، من بينها 90 عملاً يتم عرضها لأول مرة في العالم. كما تضمن الاحتفال مزاد خيري عُرضت فيه أعمالاً فنية لأربعة فنانين سعوديين، وخُصصت خلاله جميع العوائد المالية لدعم البرامج الفنية للجمعيات الخيرية.

## النسخة الثالثة من نور الرياض
انطلق نور الرياض بنسخته الثالثة في نوفمبر2023، تحت شعار «قمرا على رمال الصحراء»، وشارك فيه أكثر من 100 فنان من 35 دولة حول العالم، من بينهم 35 فناناً سعودياً. وبلغ عدد الأعمال المشاركة 120 عملاً فنياً توزعت أماكن عرضها في 5 مواقع رئيسية حول الرياض، وهي: مركز الملك عبد الله المالي (كافد)، حي جاكس، متنزه سلام، وادي حنيفة، ووادي نمار. كما تنوعت الأعمال بين تركيبات فنّية ضوئيّة على نطاق واسع، وعروض طائرات الدرون، والانعكاسات الضوئيّة التي تنفّذ على عدد من المباني، والأعمال الفنية التفاعلية.
ضَمْ احتفال هذا العام معرضاً مصاحباً بعنوان: "الإبداع ينوّرنا والمستقبل يجمعنا" في حي جاكس بالدرعية، لمدة 3 أشهر من نوفمبر 2023 حتى مارس 2024، بمشاركة 32 فنان من جميع أنحاء العالم. إلى جانب العديد من الفعاليات وورش العمل والندوات الفنية وحلقات النقاش والشراكات والبرامج المجتمعية المصاحبة، لتوفير مساحة فنية إبداعية لكافة المهتمين والمبدعين من جميع فئات المجتمع.

## أبرز العروض الضوئية

### "النجمة المتحركة"
عمل الفنان البلجيكي كيرت فيرميلن، يُعد من أبرز أعمال نور الرياض لعام 2021، وهو عبارة عن مجسم نجمة مُعلق على ارتفاع 265 متراً يزن أكثر من خمسة أطنان، جاء متوسطاً لبرج المملكة في الرياض من الأعلى، ويُشير إلى رمزية الحركة النجمية المرتبطة بعنوان المعرض الفني "تحت سماء واحدة"، حيث تتحرك النجمة على رأس كل ساعة لمدة دقيقة، لتمثل هذه الحركة دورة حياة النجمة، إذ أن حياتها تبدأ بوهج كبير، مروراً بعدة تغيرات وتحوّلات حتى تموت وتنطفئ.

### "ترتيب الفوضى: الفوضى المرتبة"
يُعد من أبرز أعمال نور الرياض لعام 2022، للفنان الأمريكي مارك بريكمان، وهو مستوحى من مدينة الرياض، اُستخدمت فيه أكثر من 2000 طائرة درون، كما حصل العمل على أكبر عدد من الطائرات المسيرة التي تشارك في عرض فني إبداعي في موسوعة غينيس للأرقام القياسية.

### "نبض من النور"
هو عمل للفنان الفرنسي يان كيرسالي، اشتمل على عرض ليلي بأضواء ليزر تنطلق من أسطح ثلاثة أبراج في الرياض، لتتقاطع مع بعضها في مساء المدينة وترسم جسراً من الأضواء الساطعة يربط بين برج المملكة، وبرج الفيصلية، وبرج المجدول، كما يمكن رؤيتها من مواقع مختلفة في الرياض، حقق هذا العمل 4 أرقام قياسية في موسوعة غينيس للأرقام القياسية وهي: أطول مسافة يتم تغطيتها لعرض باستخدام الليزر الضوئي، وأكبر عرض ليزر ضوئي، بالإضافة إلى كونه الأعلى ارتفاعاً، إلى جانب تصميم أكبر شاشة عرض شبكية على واجهة مبنى.

### "حديقة النور"
عمل عُرض في حي السفارات بالرياض للفنان تشارلز سانديسون، مستخدماً أجهزة الإسقاط الضوئي للكشف عن طبيعة الأفق الافتراضي وارتباطه بين السياق التاريخي والعالمي.

### "ضوء الماء"
عرض ضوئي للفنان دان روزجارد، وهو عمل تركيبي باستخدام الليزر يرسم فيه الفنان مشهداً خيالياً يُجسد فيه قوة الماء والمعاني التي يحملها، للتركيز على التغير المناخي وتأثيراته.

### "تحضر الشمس مؤتمر الضوء"
عمل الفنان السعودي أسعد بدوي، استخدم فيه أليافاً زجاجية لصُنع أشكال ملونة بشكلٍ ساطع. يخلق العمل محاكاة لرحلة الشمس بجانب مواقعها الظاهرة والحقيقية، عبر تجسيد الأرض كقبة زرقاء والشمس ككرة صفراء مضيئة.

### "قصص الحب"
عمل الفنانة دانية الصالح، الذي تمزج فيه ما بين الصوت والعرض الضوئي، مستخدمةً التعلم الآلي لإنتاج فيديو بتقنية التزييف العميق لأشخاص يحركون شفاههم بالتزامن مع قائمة منسقة، من أغاني الحب لمجموعة من أشهر نجوم الفن في العالم العربي.

## النسخة الرابعة من نور الرياض 2024
أقيمت النسخة الرابعة في الفترة من 28 نوفمبر إلى 14 ديسمبر 2024م تحت شعار «بين الثرى والثريّا»،  في ثلاثة مراكز رئيسية في الرياض هي: مركز الملك عبد العزيز التاريخي، ووادي حنيفة، وحي جاكس، وتشمل هذه المراكز معارض ومسارات فنية، وتضم عدداً من الفعاليات الترفيهية. وأقيم بمشاركة أكثر من 60 فناناً من 18 دولة حول العالم وبإشراف القيمة الفنية السعودية الدكتورة عفت عبد الله فدعق والقيّم الفني الإيطالي الدكتور ألفريدو كراميروتي.